# 曹武公
曹武公（？—前528年），即姬勝，為春秋諸侯國曹國君主之一，他為曹成公兒子，承襲曹成公擔任該國君主，在位期間為前554年－前528年，在位27年。